# Cantonul Herblay-sur-Seine
Cantonul Herblay-sur-Seine este un canton din arondismentul Argenteuil, departamentul Val-d'Oise, regiunea Île-de-France, Franța. Are o suprafață de 14,76 km². Populația este de 58.795 locuitori, determinată în 1 ianuarie 2022, prin recensământ.

## Comune
- Herblay-sur-Seine (25.400 locuitori) (reședință)
- La Frette-sur-Seine (4.378 locuitori)